# نو ده (ألقورات)
نو ده (بالفارسية: نوده) هي مستوطنة تقع في إيران في قسم ألقورات الريفي. يقدر عدد سكانها بـ 184 نسمة .